# Telmo García
Telmo García (Madrid, 21 de juny de 1906 - Madrid, 7 de gener de 1972) va ser un ciclista espanyol, que fou professional entre 1923 i 1936. En el seu palmarès destaca el Campionat d'Espanya en ruta de 1928 i la Clásica a los Puertos de Guadarrama de 1925 i 1928.

## Palmarès
- 1925
  - 1r a la Clásica a los Puertos de Guadarrama
  - Vencedor de 3 etapes a la Volta a Andalusia
- 1928
  -  Campió d'Espanya en ruta
  - 1r a la Clásica a los Puertos de Guadarrama
- 1930
  - 1r a Vitoria-Gasteiz
- 1932
  - 1r a la Volta a Madrid

### Resultats a la Volta a Espanya
- 1936. Abandona (2a etapa)[3]